# Torre Olinger
La Torre Olinger
  (en inglés: Olinger Tower) es una estructura de 72 pies que contiene el Charles S. Hill Memorial Carillon, uno de los tres carillones auténticos en Colorado, Estados Unidos. Fue donado por la señora Virginia S. Hill al Colegio de Mujeres de Colorado en memoria de su marido. Sus treinta campanas fueron traídas por el Royal van Bergen Bellfoundries, Heiligerlee, Países Bajos. Las treinta campanas pesan 4754 libras. La campana más grande es de tres metros de diámetro y pesa 924 libras. La campana más pequeña es de ocho pulgadas de diámetro, con un peso de 18 libras. Con un tono delicado, el instrumento se toca de forma manual con los puños y los pies de la clavier que se encuentra en la parte superior de la torre.  